# Egyptens historia
Egyptens historia inleddes då folk slog sig ned i Nildalen. Den egyptiska civilisationen uppstod runt 3150 f. Kr. (enligt dagens vedertagna egyptologiska kronologi) genom att Övre Egypten och Nedre Egypten enades till ett rike.
Namnet Egypten är en avledning av grekiska Aigyptos och användes ursprungligen om Nildeltat och Nildalen upp till Assuan, första katarakten. Egypten har en dokumenterad historia tillbaka till forntiden och har spelat en viktig roll i regionen under flera perioder. I nyare tid har landet i kraft av sin historia, storlek och belägenhet tagit en ledande roll i arabvärlden. 

## Historiens indelning
- Forntida Egypten (3000 f.Kr.–332 f.Kr.)
  - Gamla riket (3000 f.Kr.–2200 f.Kr. )
  - Mellersta riket (2200 f.Kr.–1700 f.Kr.)
  - Nya riket (1700 f.Kr.–1020 f.Kr)
- Antikens Egypten även grekisk-romerska Egypten (332 f.Kr.–639 e.Kr.)
- Arabiska och osmanska Egypten (639–1882)
- Egyptens moderna historia (efter 1882)